# 焦承煒
焦承煒，贵州清鎮縣人，清朝政治人物、同進士出身。

## 生平
嘉慶五年（1800年），焦承煒中式庚申恩科貴州鄉試舉人，嘉慶十年（1805年）登乙丑科三甲七十五名進士，曾官知縣。善文章，工書法。